# Pedro de Ávila (religioso castellano)
Pedro (f.c. 1121) fue un religioso castellano conocido por haber sido elegido obispo de Ávila en 1121, sin bien no llegó a tomar posesión del cargo.
Se ha identificado este prelado con Pedro Sánchez Zurraquines, de procedencia vasca, concretamente de Vizcaya, miembro de una de las primeras familias que repobló la ciudad y cuyo sobrino, Sancho, fue el encargado de las obras de construcción de la Catedral de Ávila. Estos autores atribuyen a Sánchez el trabajo de administración de la ciudad durante su repoblación, periodo durante el que, al menos desde 1003, actuó como administrador, según varias fuentes, Jerónimo de Perigord, posiblemente de origen occitano y que era también administrador de la restaurada diócesis de Salamanca y favorecería la creación de la diócesis de Zamora.
Martín Carramolino omite a Jerónimo y dice que Pedro presidió la repoblación cristiana de la ciudad. Sin embargo, la confusión de los primeros obispos es evidente, como hace notar el mismo Carramolino, pero también Gabriel Vergara, que omite igualmente a Jerónimo, hace constar a Pedro como segundo prelado al frente de la diócesis, tras un supuesto Domingo, al que ya hacían referencia algunos autores antiguos. Pero de hecho no hay noticias fiables de obispos independientes antes de 1121. En todo caso, la noticia más verosímil es la que da Gonzalo Martínez, que señala que a la muerte de Jerónimo de Perigod en 1120, inmediatamente se encuentran noticias de varios obispos electos, entre ellos este Pedro, todos ellos convocados por el arzobispo Diego Gelmírez a un concilio en Santiago de Compostela el 9 de enero de 1121. Más tarde se pierde rastro y noticia de Pedro, y el mismo año 1121 aparece elegido un nuevo obispo para Ávila, Sancho, que fue convocado igualmente en Santiago.
Carramolino da numerosas noticias sobre este Pedro Sánchez Zurraquines, entre ellas que tuvo notable influencia sobre el conde Raimundo de Borgoña; que persuadió al rey Alfonso VI de León para llevar a cabo una recolecta de limosnas para reconstruir la catedral de Ávila, o incluso que estuvo presente en la corte leonesa para tratar la repoblación de varias ciudades de reciente conquista a los musulmanes. Sin embargo, como el autor le atribuye la presidencia de la reconstrucción y repoblación de Ávila, cuando de hecho sólo consta que fue un obispo electo en 1121, es posible que todo ello, la reconstrucción y repoblación, deba atribuirse a Jerónimo de Perigord.